# Duved
Duved is een plaats in de gemeente Åre in het landschap Jämtland en de provincie Jämtlands län in Zweden. De plaats heeft 637 inwoners (2005) en een oppervlakte van 95 hectare. De plaats ligt aan de rivier de Indalsälven, de Europese weg 14 en een spoorlijn, er is een treinstation in de plaats te vinden. Bij Duved ligt het skigebied Duved/Tegelfjäll, dat weer deel uitmaakt van het grotere Åre skigebied. In het skigebied Duved/Tegelfjäll zijn in totaal 27 skipistes te vinden.